# I Pok-hui
I Pok-hui (* 13. prosince 1978) je bývalá korejská zápasnice-judistka.

## Sportovní kariéra
V jihokorejské seniorské reprezentaci se pohybovala od roku 1997 v polostřední váze do 63 kg. Připravovala se na univerzitě v Jonginu. Po olympijské sezoně 2000 vystřídala na pozici reprezentační jedničky Čong Song-suk. V roce 2004 startovala na olympijské hry v Athénách a vypadla hned v úvodním kole s úřadující mistryní světa Danielou Krukowerovou z Argentiny. Od roku 2006 jí z pozice reprezentační jedničky sesadila Kong Ča-jong. Sportovní kariéru ukončila v roce 2008.

### Vítězství na mezinárodních turnajích
- 2001 – 1x světový pohár (Budapešť)
- 2003 – 1x světový pohár (Čching-tao)
- 2005 – 1x světový pohár (Čching-tao)

## Výsledky
| Turnaj            | 2001             | 2002             | 2003             | 2004             | 2005             |
| Turnaj            | 23               | 24               | 25               | 26               | 27               |
| Turnaj            | polostřední váha | polostřední váha | polostřední váha | polostřední váha | polostřední váha |
| ----------------- | ---------------- | ---------------- | ---------------- | ---------------- | ---------------- |
| Olympijské hry    |                  |                  |                  | úč.              |                  |
| Mistrovství světa | úč.              |                  | 5.               |                  | 7.               |
| Asijské hry       |                  | —                |                  |                  |                  |
| Mistrovství Asie  | —                |                  | 2.               | 2.               | 3.               |
| Univerziáda       | 3.               |                  | —                |                  |                  |